# Bande
Bande es un municipio español de la provincia de Orense, en la Comunidad Autónoma de Galicia, y una localidad de dicho municipio, su capital. 

## Localización
Pertenece a la Comarca de La Baja Limia, de la que la localidad de Bande es también su capital. Es sede del partido judicial n.º 8 de la provincia de Orense.

## Historia

### Yacimientos arqueológicos
En el monte comunal de Pereira se hallaron yacimientos romanos; también, en Cacheverga, a 1 km de la aldea y a 4,5 km de Bande. Pueden encontrarse también importantes túmulos en la Chan y en Fonte Mariña (lugar de Pereira).
En el monte comunal Monte Grande II se están adecentando sus túmulos funerarios megalíticos (también llamados mámoas) para su visita turística.

## Geografía humana

### Demografía
Cuenta con una población de 1473 habitantes (INE 2024).
| Gráfica de evolución demográfica de Bande entre 1842 y 2021                                                           |
| |
| Población de derecho según los censos de población del INE. Población de hecho según los censos de población del INE. |

### Organización territorial
El municipio está formado por cuarenta y siete entidades de población distribuidas en doce parroquias:
- Bande (San Pedro)
- Baños[5] (San Juan)[7]
- Cadones[5] (Santiago)[8]
- Calvos (Santiago)
- Carpazás (San Pedro)
- Corbelle[5] (Santa María)[9][6]
- Garabelos (San Juan)[10]
- Güin[5]
- Nigueiroá (Santiago)
- Ribero[5] (San Pedro)[11]
- Santa Comba (San Torcuato)[12]
- Villar[5] (San Pedro Fiz)[13]

## Festividades
- Corbelle-Bande
- Pereira-Bande
- Fiesta de "o foxo do lobo"
- Festa do Pan Trigo e Centeo da baixa limia
- Fiadeiro Etnográfico Bonso